# Nicolas Mesnager
Pour les articles homonymes, voir Mesnager.
Nicolas Mesnager, né le 17 mai 1658 à Rouen, et mort le 15 juin 1714 à Paris, est un diplomate français.

## Biographie
Nicolas Mesnager, connu sous le nom de « comte de Saint-Jean », était le fils d’un négociant rouennais. Avocat au parlement de Rouen, il est délégué par les négociants de cette ville au Conseil du commerce, réorganisé en 1700 et présidé par le chancelier Henri-François d’Aguesseau qui l’introduit auprès de Louis XIV. 
Ménager est chargé par le roi de plusieurs missions diplomatiques, dont la première a lieu en Espagne où il est négociateur des droits commerciaux avec les Indes, ce qui lui vaut la croix de l’ordre de Saint-Michel, distinction qui sera rajoutée par la suite sur les gravures de Simonneau et Sornique d'après le seul portrait que l'on connaisse de lui. 
Bientôt envoyé en Hollande auprès de Heinsius (1707) pour les mêmes raisons qu’en Espagne, il y réussit si bien qu’il part pour Londres (1711) puis signe la paix d’Utrecht avec le maréchal d’Uxelles et l’abbé de Polignac, ce que commémore la production de deux copies de son portrait en 1713. En tant que troisième plénipotentiaire, spécialiste des questions économiques, Ménager contribuera également à détacher l’Angleterre de la coalition formée contre la France et reçoit une pension de 10 000 livres des mains de Louis XIV. 
Nicolas Mesnager est enterré à Paris, en l'église Saint-Roch  : 

« Au premier pilier de la Nef à droite en allant du Chœur vers la grande porte, est adossé un petit monument de marbre, érige pour un homme dont la mémoire doit être respectable à tous les bons François. Nicolas Ménager étoit un fameux Négociant à Rouen, qui fit servir son négoce aux négociations, qui sacrifia ses intérêts particuliers à ceux du bien public, & qui préféra la gloire de donner la paix à la France, à l'avantage de devenir un des plus riches négocians de l'Europe. Pour récompenser ses importans services, le Roi le fit Chevalier de l'Ordre de S. Michel, érigea sa, terre de S. Jean, en Comté, & le nomma l'un de ses Plénipotentiaires, au congrès qui se tint à Utrecht pour la paix générale. M. Ménager ne jouit pas longtems de la gloire de ses travaux, car le 15 juin 1714, revenant de sè promener aux Tuileries, il mourut subitement, & laissa à ses héritiers une succession d'environ 600 mille livres. Le monument qu'on voit ici est un tombeau de marbre noir, d'une forme simple, d'où s'élève une pyramide de marbre blanc, au milieu de laquelle eft le portrait en médaille de M. Ménager, dans une bordure dorée. Au-dessus est un petit trophée de bronze doré, & composé d'un fable, & de deux caducées, qui convenoient parfaitement à M. Ménager, pour avoir été Négociant & Négociateur. Aux deux côtés, font des lampes sépulchrales de bronze doré, et au haut, est une aigle aussi de bronze doré. Sur le panneau du tombeau est cette épitaphe : 
Cy gît Nicolas Ménager, Conseiller du Roi en ses Conseils, ambassadeur extraordinaire, & Plénipotentaire de Sa Majesté, Chevalier de l'Ordre de S. Michel, lequel, après avoir donné les témoignages Matons de sa capacité, dans les négociations qui lui ont été confiées tant en Espagne qu'en Hollande, et après avoir posé en Angleterre le 8 U3obre 1711 Les premiers fondemens de la paix générale, la heureusement conclu » 6r Signée à Utrecht /eu Avril 1717. Est décédé à Paris le 15 juin 1714., âgé de 56 ans. 
Ce monument a été sculpté en 1715, par Simon Mazière (1649-1720). »

 Peu de temps avant de mourir, Nicolas Mesnager avait légué une somme de vingt mille livres destinée à marier « quarante pauvres filles enfants trouvés de L'Hospice général [de Rouen]. » Ce testament ne put être exécuté en l'état : les 20000 livres furent employées « en rentes destinées à doter un nombre des filles trouvées, à raison de 500 l. chacune, à proportion et à mesure que le revenu de ces rentes y pourrait suffire. »
Une rue de Rouen porte son nom depuis 1882.

## Iconographie
Lorsqu’il commande son portrait à Hyacinthe Rigaud, en 1698, Mesnager n'est pas encore plénipotentiaire mais simple avocat. Le paiement du tableau est inscrit aux livres de comptes pour 140 livres (« Monsieur Ménager, de Rouen ») pour 140 livres et a été récemment redécouvert. En effet, seule une copie de l'original était jusqu'alors connue,. 
L'œuvre a également été traduite deux fois à la gravure, en contrepartie, par Charles Simonneau en 1713 et par Dominique Sornique,. 
Le modèle, au statut encore modeste, choisit de se faire représenter sans les mains, un « accessoire » relativement onéreux dans le vocabulaire de l'artiste. Mais il choisit cependant un riche manteau bleu pour se mettre en valeur. La croix de l'ordre de Saint-Michel, obtenue après 1698, sera rajoutée sur les gravures et présente sur la copie de Versailles.
En 1713, date des ambassades de Mesnager à Utrecht, l'atelier de Rigaud produit deux copies du portrait pour la ville de Rouen valant 150 livres, bientôt suivies de deux bustes l'année suivante, exécutés par l'aide d'atelier Nicolas Bailleul contre 48 livres.